# Associação Blumenau de Handebol
A Associação Blumenau Handebol é uma equipe de handebol da Fundação Universidade Regional de Blumenau, é uma instituição privada de ensino superior brasileira localizada na cidade de Blumenau (SC). Foi criada em 1996 em parceria com a Secretaria de Esportes da prefeitura de Blumenau. A equipe inicialmente tinha o nome de Associação Blumenau Handebol, mas por questões de patrocínio, é denominado Abluhand/FURB/FMD Blumenau.

## Títulos
- 05 Títulos da Copa do Brasil
- 06 Vice-campeonatos da Liga Nacional